# Leo Mittler
Leo Mittler, né le 18 décembre 1893 à Vienne en Autriche et mort le 16 mai 1958 à Berlin, est un réalisateur et scénariste autrichien.

## Biographie
Leo Mittler étudie à l'Académie de musique et d'arts du spectacle de Vienne. Il devient comédien et joue dans différents théâtres d'Autriche et d'Allemagne. Il a exercé notamment au théâtre Volksbühne Berlin et au Deutsches Theater de Berlin.
Il commence sa carrière cinématographique en 1926 en tant que scénariste et réalisateur.
Installé à Paris à partir de 1930, il devient administrateur de la Paramount.
En 1939, il émigre en Angleterre avant de se rendre aux États-Unis où il vit et travaille jusqu'en 1948.
Il revient ensuite exercer son métier dans les théâtres allemands et autrichiens, travaillant également pour la télévision à Berlin-Ouest.

## Filmographie

### Comme réalisateur

#### Cinéma
- 1926 : In der Heimat, da gibt's ein Wiedersehn!
- 1928 : Serenissimus und die letzte Jungfrau
- 1929 : Jenseits der Straße (de)
- 1930 : Der König von Paris (en)
- 1930 : Le Roi de Paris
- 1930 : Es gibt eine Frau, die dich niemals vergißt
- 1930 : Derrière la rampe
- 1931 : Sonntag des Lebens
- 1931 : Das Konzert
- 1931 : Tropennächte
- 1931 : La Incorregible
- 1931 : Jede Frau hat etwas
- 1931 : Der Sprung ins Nichts
- 1931 : Leichtsinnige Jugend
- 1932 : Les Nuits de Port-Saïd
- 1932 : Une nuit à l'hôtel
- 1932 : Une heure
- 1932 : La Vitrine
- 1933 : Amour et publicité
- 1933 : La Voix sans visage (ou La Voix du châtiment)
- 1935 : Honeymoon for Three
- 1936 : Cheer Up
- 1936 : La Dernière Valse
- Sans date : Balade d'un clochard (court métrage)
- Sans date : Canard Journal

#### Télévision
- 1954 : Defraudanten (téléfilm)
- 1955 : Heimkehr des Helden (téléfilm)
- 1955 : Das kalte Licht (téléfilm)
- 1956 : Der Schwierige (téléfilm)
- 1958 : Blick zurück im Zorn (téléfilm)
- 1954 : Defraudanten (téléfilm)
- 1954 : Defraudanten (téléfilm)

### Comme scénariste
- 1928 : Sechzehn Töchter und kein Papa de Adolf Trotz
- 1939 : Les Otages de Raymond Bernard
- 1943 : Le Vaisseau fantôme (The Ghost Ship) de Mark Robson
- 1944 : Âmes russes (Song of Russia) de Gregory Ratoff et László Benedek
- 1947 : Clearing the Way de Hans Burger
- 1959 : Leihauslegende de Werner Völger